# Düsseldorf-Oberbilk (przystanek kolejowy)
Düsseldorf-Oberbilk – przystanek kolejowy w Düsseldorfie, w kraju związkowym Nadrenia Północna-Westfalia, w Niemczech. Posiada 1 peron. W pobliżu znajduje się Mitsubishi Electric Halle (dawniej Philipshalle).
| Düsseldorf-Oberbilk           |  |                        |
| Linia Köln Hbf – Duisburg Hbf |  |                        |
| Düsseldorf-Eller Süd          |  | Düsseldorf Volksgarten |